# Carta de Franquesa de Mallorca
La Carta de Franquesa de Mallorca és una carta de franquesa feta per Jaume I l'1 de març de 1230 que concedeix drets als habitants del Regne de Mallorca amb la finalitat d'atreure-hi pobladors.

## Origen i influències
Acabada de conquerir l'illa de Mallorca, Jaume I ja es titulà rex Maioricarum i en lloc d'annexionar les illes al Principat de Catalunya decidí crear un nou regne amb la seva pròpia estructura administrativa i ordenament jurídic. En qualitat de rei de Mallorca, Jaume I atorgà als pobladors de les illes la Carta de Franquesa, l'1 de març de 1230, que s'inscriu en una llarga successió d'actes jurídics similars (de 1148 a 1213 varen ser atorgades unes 130 cartes de poblament pels comtes de Barcelona) amb la finalitat d'estimular l'assentament de pobladors.
Segons Álvaro Santamaría Arández la seva execució va ser confiada al jurista Guillem de Sala, al notari de Barcelona Guillem Escrivà i a Guillem Rabassa, canonge de Lleida. Com que la Carta afectava interessos materials i jurisdiccionals de la noblesa i els magnats se n'hagué de pactar el contingut, encara que la monarquia es reservà el protagonisme absolut en l'ordenament del nou regne.
Alguns autors han assenyalat el predomini en la Carta de les disposicions relatives a l'exercici de la justícia. Això és degut al fet que en la concepció predominant en aquella època el govern laic és sobretot un garant i un distribuïdor de la justícia. La Carta de Franquesa parteix de documents anteriors, però incorpora molt de contingut innovador. Dels trenta-set articles n'hi ha deu on es coneix la influència de la Carta de Tortosa, però la resta és de nova factura.

## Aspectes polítics
El rei consigna el compromís de no donar ni permutar el regne de Mallorca, mantenint-lo sempre unit a la Corona. Però aquesta disposició resultarà conculcada quan el rei, el 1232, confia l'administració del regne, com a senyor de Mallorca, a Pere de Portugal. Més tard farà el mateix amb el seu fill, l'infant Jaume, hereu del regne.

## Propietat i possessió
La Carta concreta els béns públics i privats, i els suposats de transmissió de béns. Els boscos, les pastures, les aigües terrestres i marítimes són qualificades de béns públics; per consegüent la recol·lecció de llenya per a qualsevol ús, la caça i la pesca són lliures. El rei es reserva les aigües estancades (albuferes i salines).
Jaume I estableix que els pobladors podran transmetre amb llibertat allò que posseeixin, en les condicions pactades als documents. Com a única limitació jurídica a la propietat de béns s'estableix la prohibició d'alienar-los a favor de cavallers i de l'Església (clàusula d'exceptis militibus et sanctis).
Però la Carta de Franquesa de Mallorca no tan sols assegura la llibertat de transmissió de béns, sinó que també suprimeix la pesada malla de drets i gabelles arbitraris que gravaven en àmplies zones de Catalunya les economies pageses (host i cavalcada, carnatge, pesatge, herbatge, quarant, fortia, tolta i questia).

## Administració de justícia
El rei és el garant de la justícia. Els òrgans encarregats de la seva administració són el batle i el veguer -en qualitat de jutges- i els prohoms -amb la missió primordial d'assessorar-los-. La ciutat i l'illa formen un únic districte judicial, regit pel veguer -competent en temes civils i criminals- i el batle -en patrimonials.
L'administració de justícia és pública i gratuïta. Les sessions s'han de celebrar en audiència pública i en llocs públics, i els agents reials no poden cobrar cap taxa per la seva comesa. La Carta aboleix proves bàrbares -ferro candent, aigua freda o bullent- per a determinar la culpabilitat o innocència, i regula la conciliació prèvia i les citacions judicials.

## Drets individuals
La Carta protegeix els drets individuals en el tema de la retenció sense judici previ i en la inviolabilitat del domicili. En la Carta de Franquesa de Mallorca se suprimeix l'adulteri com a motiu de persecució de la justícia, encara que pugui intervenir, a demanda d'una de les parts, si al·legàs violència.
Els delictes d'amenaces amb ganivets o espasa -a diferència de la Carta de Tortosa que penalitzava amb l'escapçada de la mà dreta als acusats d'aquest delicte- es penalitzen amb una multa, tot i que s'estableix pena substitutiva de perdre una mà. Les agressions verbals i la seva rèplica són eximides de responsabilitat penal.

## Disposicions referides al comerç i al crèdit
Posa especial èmfasi en els temes comercials i en l'endeutament. En el comerç a l'engròs es protegeixen els interessos dels mercaders i els de tràfic general del regne amb la Corona d'Aragó, suprimint taxes de circulació com la lleuda, el peatge, el portatge, el mesuratge i el ribatge.
En el comerç a la menuda es reprimeix el frau i s'unifiquen les mesures ponderals, d'aquí ve que resultin perseguibles d'ofici l'ús de mesures falses, la cisa en el pes del pa, la utilització de pesos senyorials i l'especulació (ningú no pot apujar el preu de mercaderies exposades a la venda, ni retirar-les una vegada exposades).
Pel que fa al crèdit es prescriu que el fiador respongui només en cas d'insolvència o absència del deutor o del principal obligat. El creditor, transcorregut el termini de deu dies del venciment del deute, podrà disposar de la penyora durant tres dies a l'efecte de vendre-la o subhastar-la.

## Significació general
Es tracta d'un document reformista que suprimeix importants exempcions senyorials sobre la producció, la propietat i el tràfic, i és liberal en matèries de justícia, però s'hi poden assenyalar alguns aspectes limitadors: és cert que la justícia és gratuïta però així i tot és inaccessible per als més pobres (molt més tard seran habilitats els advocats i procuradors de pobres). Els oficials reials depenen del rei, però, atès que no en regla l'accés, es deixa la porta oberta a procediments com la compra. Cal assenyalar també que la Carta es dirigeix tan sols als pobladors cristians, la situació jurídica dels jueus es regularà a part o, com és el cas dels musulmans, restarà sense regulació.